# 115 Carinae
115 Carinae (E Carinae) é uma estrela na direção da Carina. Possui uma ascensão reta de 09h 05 m 38.38s e uma declinação de −70° 32′ 18.7″. Sua magnitude aparente é igual a 4.66. Considerando sua distância de 1079 anos-luz em relação à Terra, sua magnitude absoluta é igual a −2.94. Pertence à classe espectral B2IVe. É uma estrela variável Gamma Cassiopeiae.